# Stephan Abele
Stephan Abele (* 17. Juli 1977 in Ellwangen (Jagst)) ist ein deutscher Pädagoge und Hochschullehrer an der Technischen Universität Dresden.

## Leben und Wirken
Abele studierte nach dem Abitur 1997 am Peutinger-Gymnasium Ellwangen und dem anschließenden Zivildienst ab 1999 Maschinenbau an der Fachhochschule Reutlingen. Dort machte er 2004 sein Diplom und schloss ein Studium der Technikpädagogik an der Universität Stuttgart an. Dieses schloss er 2006 mit dem Ersten Staatsexamen und dem Diplom in Technikpädagogik ab. Von der Universität Stuttgart wurde er 2013 mit der von Reinhold Nickolaus betreuten Arbeit Modellierung und Entwicklung berufsfachlicher Kompetenz in der gewerblich-technischen Ausbildung zum Dr. phil. promoviert.
Seit August 2017 ist Abele Inhaber der Professur für Berufspädagogik an der Technischen Universität Dresden. Seine dahingehende Habilitation, mit der er die Lehrberechtigung für das Fach Berufspädagogik erhielt, schloss er endgültig erst im Dezember 2017 mit der Schrift Empirische Erfassung diagnostischer Problemlösekompetenzen in beruflichen Kontexten: Unsichtbare Resultate der beruflichen Bildung sichtbar machen ab.